# Radar (chanson)
Pour les articles homonymes, voir Radar (homonymie).
Singles de Britney Spears
If U Seek Amy
(2009) 3
(2009)
Pistes de Blackout et Circus
Piece of Me Break the Ice
Radar est une chanson de l'artiste chanteuse américaine pop Britney Spears. Elle a été écrite et produite par Bloodshy & Avant et The Clutch en novembre 2006. Les sessions d'enregistrement ont eu lieu le lendemain de la demande de divorce engagée par Spears envers Kevin Federline, et les membres de The Clutch déclarèrent être ainsi surpris par son éthique de travail. Radar était à l'origine prévu pour être le quatrième single de Blackout. La sortie de la chanson comme quatrième single de l'album a ensuite été planifiée en juillet 2008. Un seul CD est paru dans certains pays, une sortie mondiale ayant été annulée. Radar a plus tard été inclus comme piste bonus et est sorti en 2009 comme quatrième single de cet opus. Radar a été interprété par Spears lors de sa tournée, The Circus Starring: Britney Spears en 2009 dans une thématique pole dance.

## Réception
Musicalement, Radar est une chanson electropop et de synthpop, traversant un midtempo dance groove. Les vocales de Britney Spears sont passés à l'Auto-Tune et accompagnées par des impulsions de sonar et une utilisation intensive de synthétiseurs distordus. La chanson est influencée par les productions de Rihanna. Les paroles se réfèrent à une attraction entre la chanteuse et un homme, alors qu'elle se demande s'il sait ce qu'elle ressent. Radar a reçu des avis mitigés de la part des critiques; certains, comme Stephen Thomas Erlewine de AllMusic, considèrent le titre comme l'un des joyaux de Blackout, tandis que d'autres, telle Laura Herbet de BBC News, ont estimé qu'il était sur-produit et ont également critiqué le fait que la voix de Spears soit retouchée. En juillet 2008, Radar se classe au sein du top 40 en Irlande et en Nouvelle-Zélande ainsi dans le top 10 en Suède,,. Après qu'il a été publié comme quatrième extrait de Circus, la chanson ne parvient pas à atteindre le top 50 de la plupart des pays où elle se classe. Toutefois, Radar devient le 21e titre classé au US Billboard Pop Songs de Britney Spears, un record qui fait de la chanteuse, l'artiste ayant le plus de chanson ayant atteint le classement au cours de la décennie.

## Vidéoclip
Radar bénéficie d'un vidéoclip réalisé par Dave Meyers, qui a auparavant travaillé avec Spears sur les clips Lucky, Boys et Outrageous. La vidéo rend hommage au clip de Madonna, Take a Bow (1994). Dans la vidéo, Britney Spears joue le rôle d'une femme aristocrate impliquée dans un triangle amoureux entre deux hommes qui sont des joueurs de polo.

## Formats
| - Single Digital 1. Radar — 3:48 - Remixes EP Digital 1. Radar — 3:48 2. Radar (Bloodshy & Avant Remix) — 5:44 3. Radar (Manhattan Clique UHF Remix) — 5:53 4. Radar (Tonal Club Remix) — 4:56 5. Radar (Tonal Radio Remix) — 4:00 | - The Singles Collection Boxset Single 1. Radar — 3:48 2. Radar (Bloodshy & Avant Remix) — 5:44 - US Promo CD 1. Radar — 3:49 2. Radar (Instrumental) — 3:48 |

## Classements
| Pays                             | Meilleure Position |
| -------------------------------- | ------------------ |
| Australie                        | 46                 |
| Belgique (Wallonie Ultratip)     | 13                 |
| Brésil                           | 89                 |
| Canada                           | 65                 |
| États-Unis (Billboard Hot 100)   | 88                 |
| États-Unis (Billboard Pop Songs) | 30                 |
| France (SNEP)                    | 44                 |
| Irlande                          | 32                 |
| Nouvelle-Zélande                 | 32                 |
| Royaume-Uni                      | 46                 |
| Slovaquie                        | 90                 |
| Suède                            | 8                  |

## Historique des sorties
| Région      | Date            | Format                           | Label        |
| ----------- | --------------- | -------------------------------- | ------------ |
| États-Unis  | 9 juin 2009     | CD Single promotionnel           | Jive Records |
| États-Unis  | 23 juin 2009    | Contemporary hit et Top 40 radio | Jive Records |
| Canada      | 24 juillet 2009 | Digital download – EP            | Jive Records |
| Italie      | 24 juillet 2009 | Digital download – EP            | Jive Records |
| Europe      | 27 juillet 2009 | Digital download – EP            | Jive Records |
| Royaume-Uni | 27 juillet 2009 | Digital download – EP            | Jive Records |